# Hit Radio
Hit Radio est une radio privée marocaine lancée en 2006 avec un positionnement axé sur la musique, le divertissement et la liberté d'expression. Son fondateur et CEO est Younes Boumehdi.
Première radio au Maroc à diffuser des flashs infos en darija, à médiatiser la nouvelle scène marocaine et à lancer une libre antenne. Elle a contribué à la transformation des médias audiovisuels marocains dans un esprit d'indépendance et d'innovation.
Depuis 2012, le concept radiophonique de Hit Radio a été étendu à 11 pays de l'Afrique subsaharienne.
Au Maroc, elle compte 3,2M d'auditeurs au quotidien, et elle est la 1ère radio au Maroc sur les jeunes, les urbains et les CSP+.

## Histoire

### Les débuts
En 1993, Younes Boumehdi a fait sa première demande au Ministère de l'Intérieur pour créer une radio privée au Maroc, mais il a dû attendre la réforme de la loi sur l'audiovisuel en 2003 pour recevoir finalement une réponse à ses 10 ans de sollicitations.
Le 17 mai 2006, le cahier des charges est signé entre le Conseil Supérieur de la Communication Audiovisuelle -CSCA- et Younes Boumehdi, et une licence est attribuée en 2006.
Le 1er juillet 2006, c'est la première diffusion à Rabat de Hit Radio. Entre le second semestre 2006 et 2007, 7 fréquences sont attribuées dans un axe de Rabat, Casablanca et Marrakech.

### Évolution de la radio
En 2021, Hit Radio est diffusée dans 76 fréquences à travers le Maroc, offrant également la possibilité d'être écoutée sur le site web ou les applications mobiles.
La radio dispose du plus large réseau de diffusion au Maroc, avec 3,2M d'auditeurs au quotidien sur FM en plus de 4M d'auditeurs supplémentaires sur le digital audio.

## Développement international
En 2012, Younes Boumehdi et Gameli Kodjoaku créent Média Holding, une société anonyme devant porter le développement de la marque Hit Radio sur le reste du continent, dont le siège social est à Lomé, au Togo.
En 2013, les premières fréquences hors Maroc ont été lancées en République centrafricaine.
En 2014, la radio s'est installée au Congo, Burkina Faso, Togo et Gabon.
En 2015, ouverture de Hit Radio Niger, Côte d'Ivoire et Comores.
En 2016, Naissance de Hit Radio Tchad et Burundi.
En 2021, Hit Radio est opérationnelle dans neuf pays africains au total.

## Polémiques
Étant une radio pour les jeunes, Hit Radio a su répondre aux besoins de la jeunesse marocaine qui cherche à s'exprimer, une génération libre qui veut parler de tout, sans tabou. Une émission quotidienne a été créée en 2007, La Libre Antenne, diffusée le soir de 20 h à minuit puis au matin. Tous les sujets y sont autorisés, les auditeurs possèdent la parole, et les débats sont suscités. Ce qui a fait de Hit Radio l'une des premières radios libres du monde arabe. Mais ça lui a coûté cher :
- 14 novembre 2007 : pénalité par le Conseil supérieur de la communication audiovisuelle pour mauvais traitement dans l'émission La Libre Antenne : Permettre à une auditrice de raconter son viol à l'antenne, et à d'autres auditeurs d'intervenir pour la soutenir.
- 9 juin 2010 : deuxième sanction par la Haute Autorité de la Communication Audiovisuelle pour « des infractions dans les éditions des 18 et 27 mai 2010 de l'émission Le Morning de Momo ». La parodie de la chanson Alors on danse du chanteur belge Stromae « comportait un terme obscène de très forte connotation immorale et impudique pouvant gravement heurter la sensibilité des auditeurs et portant ostensiblement atteinte aux bonnes mœurs et à la moralité publique ». Le mot en question n'a pas été prononcé clairement dans la parodie mais il était issu d'un mixage du son qui donne, avec un peu d'imagination, le mot « sexe ». Résultat : amende d'un montant de 70 000 dirhams (ce qui représente 0,5 % du chiffre d'affaires de la station) et un retrait de 1 an de la licence, qui passe de 5 à 4 ans.

## Diffusion
Hit Radio dispose d'un parc de 76 fréquences à travers le Maroc, soit un bassin d'audience de plus de 30 millions d'auditeurs, et elle est disponible en digital audio sur le site web et les applications Hit Radio.
Hit Radio compte plus de 3,2 millions d'auditeurs quotidiens, et est également écoutée par la diaspora marocaine en Europe et en Amérique du Nord.

## Webradios
En 2011, Hit Radio a lancé ses premières webradios :
100% Buzz, une webradio consacrée aux nouveautés internationales, principalement au Pop et au Rap franco-marocain.
100% Dancefloor, celle-ci est plutôt « Dance », avec une programmation tournée vers les productions des meilleurs DJs de la scène musicale (notamment les DJs résidents Hit Radio). Une webradio réservée au «titres qui font bouger les clubs au Maroc».
100% Mgharba, comme son nom l'indique, est une webradio consacrée aux jeunes talents marocains, dont l'objectif est de promouvoir la musique marocaine et de contribuer à son développement.
100% R&B, pour écouter, 24h/24, les meilleurs tubes du monde de l'RnB contemporain.

## Fiche Technique
Société HIT RADIO
Président Directeur Général : M. Younès BEN BOUMEHDI
Adresse de la radio : 03 rue, As-Souhaila Agdal, Rabat - Maroc
Siège secondaire : 18 bis, rue Mernissa - Souissi, Rabat - Maroc
Standard accueil : +212 (0)5 37 77 29 06
Standard antenne : +212 (0)5 30 330  330
Fax : 05 37 77 28 98
Web : http://www.hitradio.ma